# Pazza Italia
Pazza Italia, edito nel settembre 2006 da Gallucci Editore è un libro di racconti e raccontini di Andrea Valente giocato interamente sui nomi della città Italiane. Infatti in Italia troviamo diversi toponimi "strani" che possono richiamare dei ricordi e dei pensieri, come ad esempio: Alberobello, Bianco, Bosconero, Cerchio, Cento. L'autore cerca in questo libro di creare una sorta di etimologia toponomastica per bambini, completamente fantasiosa.

## Edizioni
- Andrea Valente, Pazza Italia, Gallucci, 2006,  p. 133, ISBN 88-88716-75-0.